# Sambuca di Sicilia
Sambuca di Sicilia település Olaszországban, Szicília régióban, Agrigento megyében. Lakosainak száma 5341 fő (2023. január 1.). Sambuca di Sicilia Bisacquino, Caltabellotta, Menfi, Santa Margherita di Belice, Sciacca, Giuliana és Contessa Entellina községekkel határos.

## Népesség
A település lakossága az elmúlt években az alábbi módon változott:
| Lakosok száma | 5876 | 5834 | 5341 |
|               | 2017 | 2018 | 2023 |